# Summer Vibe
Summer Vibe é o segundo extended play (EP) do grupo feminino sul-coreano Viviz, lançado em 6 de julho de 2022 pela BPM Entertainment sob distribuição da Kakao Entertainment. O álbum consiste em 6 faixas, incluindo a faíxa-título "Loveade", lançada juntamente ao EP.

## Antecedentes e lançamento
Em 21 de fevereiro de 2022, foi confirmado que Viviz participaria da segunda temporada do programa de competição da Mnet, Queendom 2, que estreou em 31 de março e teve seu episódio final transmitido em 3 de março, onde o trio finalizou na terceira posição. Em 23 de junho de 2022, Viviz anunciou que retornaria com um EP chamado Summer Vibe em 6 de julho de 2022 através de suas redes sociais. No dia 25 de junho, foi anunciado o cronograma de promoção de Summer Vibe até seu dia de lançamento. Em 26 de junho, foi relevado a lista de faixas com o anúncio da canção "Loveade" como o segundo single do trio.

## Promoção
No dia do lançamento do EP foi realizado um showcase, em parceria com a plataforma Universe, para promover a faixa-título de forma online e presencial no Yes24 Live Hall em Gwangjin-gu, Seoul. O trio iniciou as promoções nos programas musicas em 7 de julho no M! Countdown, performando o single "Loveade", juntamente com outra faixa do álbum, "Love Love Love".

## Composição
A faixa-título "Loveade" foi descrita como uma "canção atrativa com um refrão viciante que cria uma atmosfera veranil e contém a refrescante atmosfera de Viviz". "Siesta" foi descrita como uma canção baseada em riffs de guitarra de 1990s. "Party Pop" foi descrita como uma canção up tempo. "Love Love Love" foi descrita como uma música deep house. #Flashback foi descrita como uma canção que "remanesce a noites de verão com seu amado. "Dance" foi descrita como uma balada.

## Lista de faixas
| Lista de faixas para Summer Vibe |                  |                                                           |                                                              |                                                 |         |  |
| N.º                              | Título           | Letras                                                    | Música                                                       | Arranjo                                         | Duração |  |
| 1.                               | "Loveade"        | Hwang Yubin DEEZ (SOULTRiii & Amplified) SAAY (SOULTRiii) | DEEZ (SOULTRiii & Amplified) SAAY (SOULTRiii)                | DEEZ (SOULTRiii & Amplified)                    | 3:38    |  |
| 2.                               | "Siesta"         | Lee Seu-ran                                               | Tommy Park Antti Oikarinen Andreas Oberg Maria Marcus        | Antti Oikarinen Tommy Park                      | 2:59    |  |
| 3.                               | "Party Pop"      | Jo Yoon-kyung                                             | Caroline Gustavsson Joe Chen AVENUE 52                       | Joe Chen                                        | 3:18    |  |
| 4.                               | "Love Love Love" | C'SA                                                      | dani C'SA                                                    | dani                                            | 3:23    |  |
| 5.                               | "#Flashback"     | Ellie Suh (153/Joombas)                                   | DEEZ (SOULTRiii & Amplified) Daniel "Obi" Klein Charlie Taft | DEEZ (SOULTRiii & Amplified) Daniel "Obi" Klein | 3:25    |  |
| 6.                               | "Dance (춤)"     | Hwang Hyun (MonoTree)                                     | Hwang Hyun (MonoTree) Elijah Baker                           | Hwang Hyun (MonoTree) Elijah Baker              | 3:15    |  |
| Duração total:                   | Duração total:   | Duração total:                                            | Duração total:                                               | Duração total:                                  | 19:58   |  |

## Desempenho nas tabelas musicais
| Tabela musical (2022)              | Melhor posição |
| ---------------------------------- | -------------- |
| Coreia do Sul (Circle Album Chart) | 8              |
| Japão (Oricon Albums Chart)        | 45             |

### Vendas
| País                             | Vendas |
| -------------------------------- | ------ |
| Coreia do Sul (Gaon Album Chart) | 75,492 |
| Japão (Oricon Albums Chart)      | 1,005  |

## Histórico de lançamento
| País          | Data               | Formato                         | Gravadora  |
| ------------- | ------------------ | ------------------------------- | ---------- |
| Coreia do Sul | 6 de julho de 2022 | Download digital, CD, streaming | BPM, Kakao |
| Mundo         | 6 de julho de 2022 | Download digital, CD, streaming | BPM, Kakao |